# Distretto di Saraykent
Il distretto di Saraykent (in turco Saraykent ilçesi) è uno dei distretti della provincia di Yozgat, in Turchia.